# Schlag (Kirchdorf im Wald)
Das Dorf Schlag ist ein Ortsteil der Gemeinde Kirchdorf im Wald im niederbayerischen Landkreis Regen.

## Geographie
Schlag liegt in der Region Donau-Wald inmitten des Bayerischen Waldes am Fuß des gut 1000 Meter hohen Eschenbergs. Die Ortschaft befindet sich etwa 52 km westlich von Passau, 10 km südöstlich von der Kreisstadt Regen, 13 km südlich von Zwiesel, 30 km nordöstlich von Deggendorf sowie 26 km von der A3, Ausfahrt Hengersberg. Die nächstgelegene Bahnstation der Bayerischen Waldbahn mit regelmäßigen Verbindungen befindet sich in der 10 km entfernten Kreisstadt Regen. Die nächstgelegene Bushaltestelle liegt an der Hauptstraße B85, Einfahrt Schlag.

## Geschichte
Schlag war eine selbstständige Gemeinde und wurde im Zug der Gebietsreform in Bayern am 1. Januar nach Kirchdorf im Wald eingegliedert.

## Karte
- wandern.arberland-bayerischer-wald.de